# A One (album)
Pour les articles homonymes, voir A One.
Albums de Ayumi Hamasaki
Colours
(2014) M(a)de in Japan
(2016)
Singles
A One, stylisé A ONE, est le 16e album d'Ayumi Hamasaki, sorti en 2015 sous le label Avex Trax, en excluant EP, compilations, et remixes.

## Production
L'album sort le 8 avril 2015 au Japon sous le label Avex Trax ; il sort neuf mois après le précédent album original complet de la chanteuse, Colours sorti en juillet 2014. Il atteint la 4e place du classement des ventes de l'Oricon. Il se vend à 34 692 exemplaires la première semaine et reste classé dix-sept semaines pour un total de 52 816 exemplaires vendus (hors téléchargements). Avec seulement 590 ventes de moins que son prédécesseur Colours, c'est le premier album d'Ayumi depuis Duty à réaliser des ventes sensiblement équivalentes au précédent.
C'est un retour aux sources pour Ayumi (elle déclare avoir retrouvé la « Ayumi d'avant »). Après le très electro Colours, cet album est composé en grande partie de ballades, se rapprochant ainsi de l'ambiance des albums Love Songs et Love Again. L'album contient 11 pistes. Zutto..., Last Minute et Walk étaient déjà sorties en single. La version de la TeamAyu contient une piste supplémentaire, Tell All (2015 Mix). L'album sort en trois formats, avec des pochettes différentes : en CD seul, en CD+DVD ou CD+Blu-ray (avec un DVD ou un Blu-ray en supplément contenant les clips vidéo de quatre des titres et leurs making-of).

## Liste des titres
Toutes les paroles sont écrites par Ayumi Hamasaki.
| 1.  | a Bell                                          |  |
| 2.  | WARNING                                         |  |
| 3.  | NO FUTURE                                       |  |
| 4.  | Anything for You                                |  |
| 5.  | Last minute                                     |  |
| 6.  | Zutto...                                        |  |
| 7.  | Out of control                                  |  |
| 8.  | Story                                           |  |
| 9.  | The GIFT                                        |  |
| 10. | The Show Must Go On                             |  |
| 11. | Walk                                            |  |
| 12. | Movin' on without you                           |  |
| 13. | Tell All (2015 mix) (édition TeamAyu seulement) |  |

| 1. | Zutto... (Video Clip)     |  |
| 2. | Last minute (Video Clip)  |  |
| 3. | The GIFT (Video Clip)     |  |
| 4. | WARNING (Video Clip)      |  |
| 5. | Zutto... (Making Clip)    |  |
| 6. | Last minute (Making Clip) |  |
| 7. | The GIFT (Making Clip)    |  |
| 8. | WARNING (Making Clip)     |  |